# Orbitrap
Un  orbitrap  es un tipo de analizador de masa inventado por Alexander Makarov. Consiste en un electrodo exterior con forma de barril y un electrodo interior coaxial con forma de huso que forma un campo electrostático con distribución potencial cuadro-logarítmica.

## Principio de operación
En un orbitrap, los iones son inyectados tangencialmente en un campo eléctrico entre los electrodos y quedan atrapados porque su atracción electrostática hacia el electrodo interior es contrarrestada por la fuerza centrífuga. Así los iones dan vueltas alrededor del electrodo central. Adicionalmente los iones también se mueven delante y detrás a través del eje del electrodo central. Así, los iones con una específica relación masa-carga se mueven en anillos que oscilan alrededor del huso central, la frecuencia de estas oscilaciones armónicas es independiente de la velocidad del ion y es inversamente proporcional a la raíz cuadrada de la relación masa-carga ( m/z  o  m/q ). La trampa puede ser utilizada como un analizador de masa.
Los orbitraps tienen una alta precisión de masa (1-2 ppm), un alto poder de resolución (200.000) y un alto margen dinámico (alrededor de 5000).

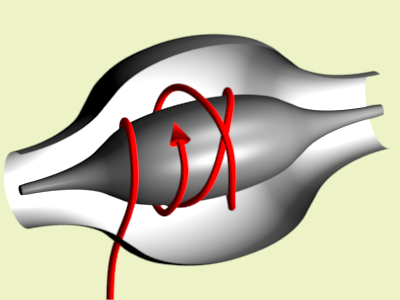
Trayectorias de los iones en un espectómetro de masas Orbitrap.

El orbitrap es la modificación de una trampa de iones desarrollada por Kingdon en la década de 1920.